# 1219 Britta
Az 1219 Britta (ideiglenes jelöléssel 1932 CJ) a Naprendszer kisbolygóövében található aszteroida. Max Wolf fedezte fel 1932. február 6-án.